# Clover Bish
Ariadna Congost Quesada, coneguda artísticament com a Clover Bish   (Granollers, 9 de març de 1998), és una ballarina, drag queen i youtuber catalana coneguda per haver participat en la tercera temporada de Drag Race España. Destaca com la segona dona cisgènere a competir en la franquícia Drag Race, solament precedida de Victoria Scone.

## Carrera
El seu nom drag ve de la conjunció del de Clover Euwing, el seu personatge preferit de la sèrie Espies de veritat, i el de Charlotte Bish, la seva mare drag. Es va donar a conèixer l'octubre del 2022 en proclamar-se vencedora de l'esdeveniment Shantay Party. Així doncs, va arribar a la fase final de selecció del càsting de la tercera temporada del programa Drag Race España.
El 2023, es va unir al xou de telerealitat Drag Race España, que va començar a emetre's el 16 d'abril. Només tenia nou mesos d'experiència en el món drag quan hi va entrar. En el quart episodi, va ser nominada per primera vegada a l'eliminació juntament amb Kelly Roller. Totes dues es van enfrontar en una batalla de sincronització labial amb la cançó «Ay mamá» de Rigoberta Bandini. El triomf de Clover li va garantir la permanència en el format durant un programa més, en el qual va imitar Maite Galdeano per al repte Snatch Game. Tanmateix, en el sisè episodi va tornar a ser nominada, així que es va enfrontar en una nova batalla de lip sync contra la concursant Visa. En acabat, el jurat va fer prevaldre Bish, amb la qual cosa es va mantenir al programa. Finalment, va ser expulsada en el novè episodi de la temporada, derrotada per Hornella Góngora.
El mateix any, va debutar en l'esfera pública musical mitjançant la publicació del senzill «Sí que soy mujer». En el videoclip apareixen altres dones cis que fan drag a l'escena barcelonina.
A juliol actuarà a l'Orgull de Barcelona en commemoració del Mes de l'Orgull LGBT juntament amb artistes com ara Vicco, Julieta, Loreen, Agoney, Ladilla Rusa, La Prohibida i Ms Nina.

## Vida personal
Té ascendència afrocubana. És obertament bisexual.

## Filmografia

### Televisió
| Any  | Títol            | Rol          | Notes       |
| ---- | ---------------- | ------------ | ----------- |
| 2023 | Drag Race España | Ella mateixa | 10 episodis |
| 2023 | Tras la carrera  | Ella mateixa | 1 episodi   |

## Discografia

### Senzills
- «Sí que soy mujer» (2023)